# Cár-harang
A Cár-harang (oroszul: Царь-ко́локол, Car-kolokol) a világ jelenlegi legnagyobb harangja, a moszkvai Kreml egyik legfőbb nevezetessége. A több mint 200 tonnás, 6,14 méter magas, 6,6 méter átmérőjű bronzharangot Anna orosz cárnő rendelte meg, és 1733-1735 között készült el. Egy baleset folytán megrepedt és kitört belőle egy közel 11 tonnás darab, így a harang sohasem szólalt meg, a Kremlben kiállítva viszont a város egyik legismertebb látnivalójává vált, emellett a világörökség része.

## Jellemzői
A Cár-harang a Nagy Iván-harangtorony és a Kreml fala között található. A harang a világ legnagyobb harangja, tömege 201 924 kilogramm, 6,14 méter magasságú és 6,6 méter átmérőjű, legnagyobb vastagsága pedig 61 centiméter. Mivel egy tűzeset során megrepedt, és egyszer sem szólalt meg, így sosem viselte a világ legnagyobb megszólaltatható harangja címet.  A kitörött darab tömege 11 500 kilogramm, összehasonlításképpen a híres középkori nagyharang, az erfurti dómban található Gloriosa teljes tömege 11 450 kg. A bronzharang összetétele 84% réz és 13,21% ón, 1,25% kén, de kisebb arányban tartalmaz ezüstöt (0,25%, 525 kg) és aranyat (0,036%, ami 72,7 kg-ot tesz ki) is. A harangot barokk stílusú domborművek díszítik, köztük angyalok, növényi ornamentika, ovális medalionok szentekkel, valamint Anna cárnő és Alekszej cár majdnem életnagyságú képei. Az utóbbi uralkodó idején készült el az előző Cár-harang, amelynek az anyagát részben annak utódjához is felhasználták. A felfüggesztést egy 8 fülű harangkorona látta volna el, erre később díszítőelemként egy országalmát és egy aranyozott keresztet helyeztek el.

## Története

### Elődei
Az orosz harangöntés története a 10. századig nyúlik vissza. A 16. századból, amikor a nagyharangok gyártása elérte a csúcsot mind mennyiségileg, mind technológiai szempontból, csak néhány példány maradt fenn a mai napig. A harangok használata a középkori és kora újkori Oroszországban nem korlátozódott az egyházi szertartásokra, hanem a harangzúgás fontos állami események, ünnepek bejelentésére, de katonai támadások vagy veszélyjelzésként is szolgált.
A 16. század egyik legnagyobb orosz harangja a mai Cár-harang első közvetlen elődje volt, amelyet Nagy Uszpenszkij-harangként (Большой Успенский колокол) ismertek. 1599-ben készült el, és csaknem 18 000 kg-ot nyomott, amivel akkoriban szokatlanul nagynak számított: legalább 24 férfira volt szükség a harangnyelv mozgatásához, amikor a hagyományos ortodox módon, azaz a felfüggesztett harang nyelvének kézi erővel történő mozgatásával megszólaltatták.  Ez a példány a Kreml fa haranglábában lógott egészen a 17. század közepéig, amikor egy tűzvészben leszakadt és darabokra tört. Néhány hónappal később a maradványait megolvasztották, és egy új, 130 000 kg körüli harangot öntöttek belőle, amely azonban a harangnyelv első ütésétől összetört.
1655-ben egy Alekszandr Grigorjev nevű fiatal öntőmester újabb kísérletet tett arra, hogy egy hatalmas harangot készítsen, ismét felhasználva az előző harang darabjait. A majdnem 200 000 kg súlyú új öntvény majdnem annyit nyomott, mint az a harang, amely a mai napig megmaradt. 1701-ig maradt használatban, amikor a Kremlben egy újabb nagy tűz pusztított, a harang lezuhant és sok apró részre tört. Ezeket aztán nagyobb mennyiségű réz, valamint 525 kg ezüst és 72 kg arany hozzáadásával használták fel a mai Cár-harang elkészítéséhez.

### Elkészítése és öntése
A mai Cár-harang öntésének előkészületei csak 1730-ban kezdődtek Anna cárnő kezdeményezésére, aki valószínűleg új rekordot akart felállítani, és így ennek megfelelő rendelettel hagyta jóvá az öntési munkálatokat. A kivitelezéssel Ivan Motorin (1665 körül-1735) öntőmestert bízták meg, aki 1702-ben már készített egy 50 000 kg-os harangot a Nagy Iván harangtoronyba. A díszítés viszont a kevéssé ismert szobrász, Fjodor Medvegyev munkája.
Az előkészítő munka több évig tartott, és egyebek mellett egy tíz méter mély öntőgödör ásását is tartalmazta nem messze a harang jelenlegi helyétől, amelyben az olvadt fémet a kész agyagformába kellett önteni, de a rengeteg fém beszerzése és hivatalos engedélyek megszerzése is sok időbe telt. Az első öntési kísérlet 1734 november végén történt, a több mint 100 000 kg fémet, beleértve a régi Uszpenszkij-harang maradványait, speciálisan felépített kemencékben olvasztották meg. Ez az első kísérlet azonban kudarcot vallott, miután a kohók túlmelegedett falai és aljzatai részlegesen szivárogtak, és nagy mennyiségű fém folyt ki belőlük.
Az új öntési folyamat előkészítése azonnal megkezdődött és több hónapig tartott, de Ivan Motorin váratlanul 1735 augusztusában meghalt anélkül, hogy valaha is láthatta volna élete fő művét. A munka nagy részét ekkortól fia, Mihail végezte. Végül 1735. november 25-én tették a második kísérletet a fémek megolvasztására és az öntőformába juttatására, a harangöntés végül sikerrel zárult. Az összes díszítőmunka a harang kész felületén néhány hónappal az öntés után kezdődött és 1737-ig tartott.

### A harang megrepedése
Még mielőtt az utolsó díszítőmunkák befejeződhettek volna, és a kész harangot ki lehetett volna emelni az öntőgödörből, 1737 májusában a Kremlben komoly tűz ütött ki, amely főleg a megmaradt faépítményeket pusztította el. Velük együtt a kiemelésre szolgáló faépítmények is meggyulladtak, és égve zuhantak rá a harangra. Amikor az oltási munkálatok közben hideg víz került az immár vörösen izzó harangra, az a rendkívüli hőmérséklet-különbség miatt megrepedt, és egy 11,5 tonna súlyú darab kitört belőle. Ezt a tüzet tekintik a többi károsodás legvalószínűbb okának is, így a palást több más helyén lévő repedést is ennek tulajdonítják.

### További sorsa
A tűz után az öntőmesterek nagyszámú tervet dolgoztak ki a harang helyreállítására, de ezeket különféle okokból (gyakran egyszerűen pénzhiány miatt) elvetették. Erzsébet cárnő ugyan tervbe vette az újraöntést, de a tervezett költségek 107 492 rubel 47 kopejkára rúgtak, szemben a korábbi 62 008 rubel 9 kopejkával, emiatt elállt az ötlettől. Így történt, hogy a harang évtizedekig az öntőgödörben maradt. 1792-ben sikertelenül végződött a kiemelésére tett kísérlet, így továbbra is a föld alatt maradt. Ott volt az 1812-es Napóleon elleni háború idején. Akkor Napóleon Moszkva meghódítása után trófeaként Franciaországba akarta szállíttatni a harangot, de ez annak óriási súlya és az azzal kapcsolatos logisztikai problémák miatt is kudarcot vallott. Csak néhány évvel a háború után kezdték újra a kiemelést a Kreml és Moszkva kiterjedt rekonstrukciójának részeként 1819-ben, ám ez is sikertelenül végződött. Több mint 20 évbe telt, mire megtörtént az újabb kísérlet: 1836 nyarán Auguste de Montferrand francia építész (aki később létrehozta a harang mai mészkő talapzatát) egy emelőszerkezetet épített, amihez a több száz munkásból és katonából álló csoportra volt szüksége. Azonban ez a konstrukció túlságosan instabilnak bizonyult a harang súlyához képest, így a kísérletet meg kellett szakítani. Csak a második kísérlettel, 1836. július 23-án sikerült a harangot felemelni és egy speciális fából készült görgős szerkezetre helyezni. Három nappal később arra a posztamensre helyezték, amelyen mind a mai napig áll.
A harang egy ideig kápolnaként szolgált, ahová a hívek a kitört darab helyén nyíló ajtón át juthattak be.
A Cár-harang a moszkvai Kremllel együtt 1990-ben a világörökség része lett.

## Galéria

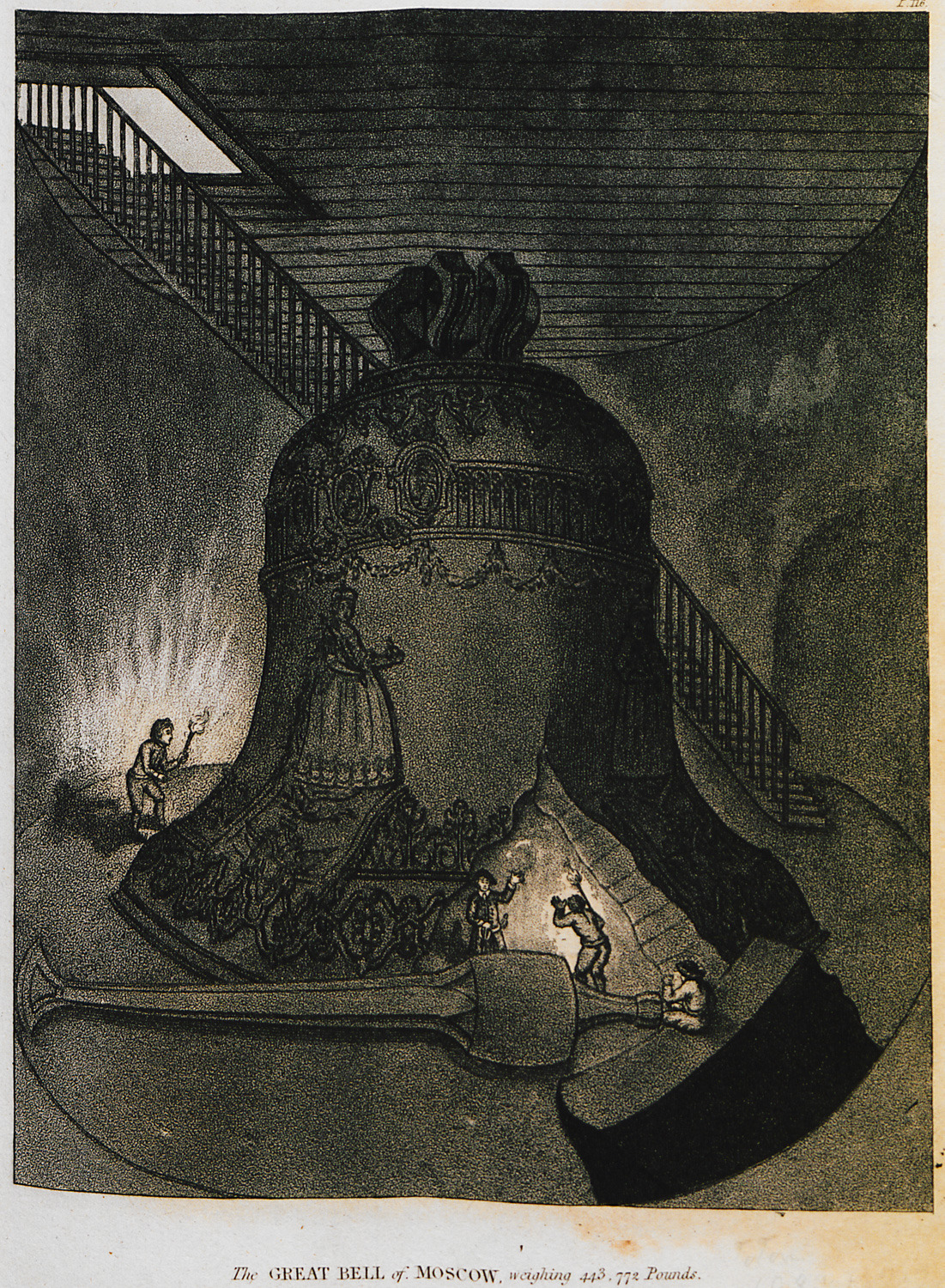
Még az öntőgödör alján, 1810
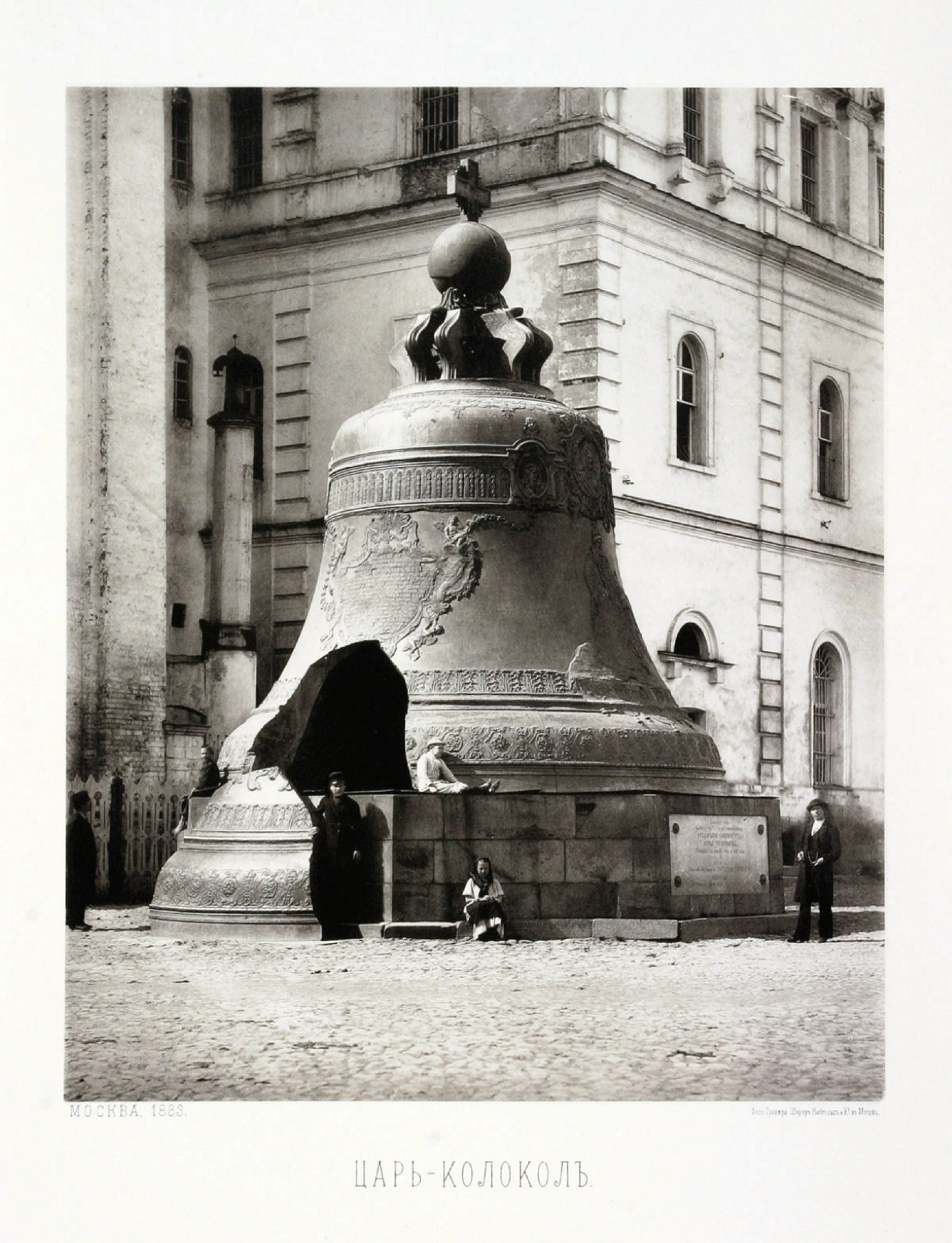
Fénykép 1884-ből
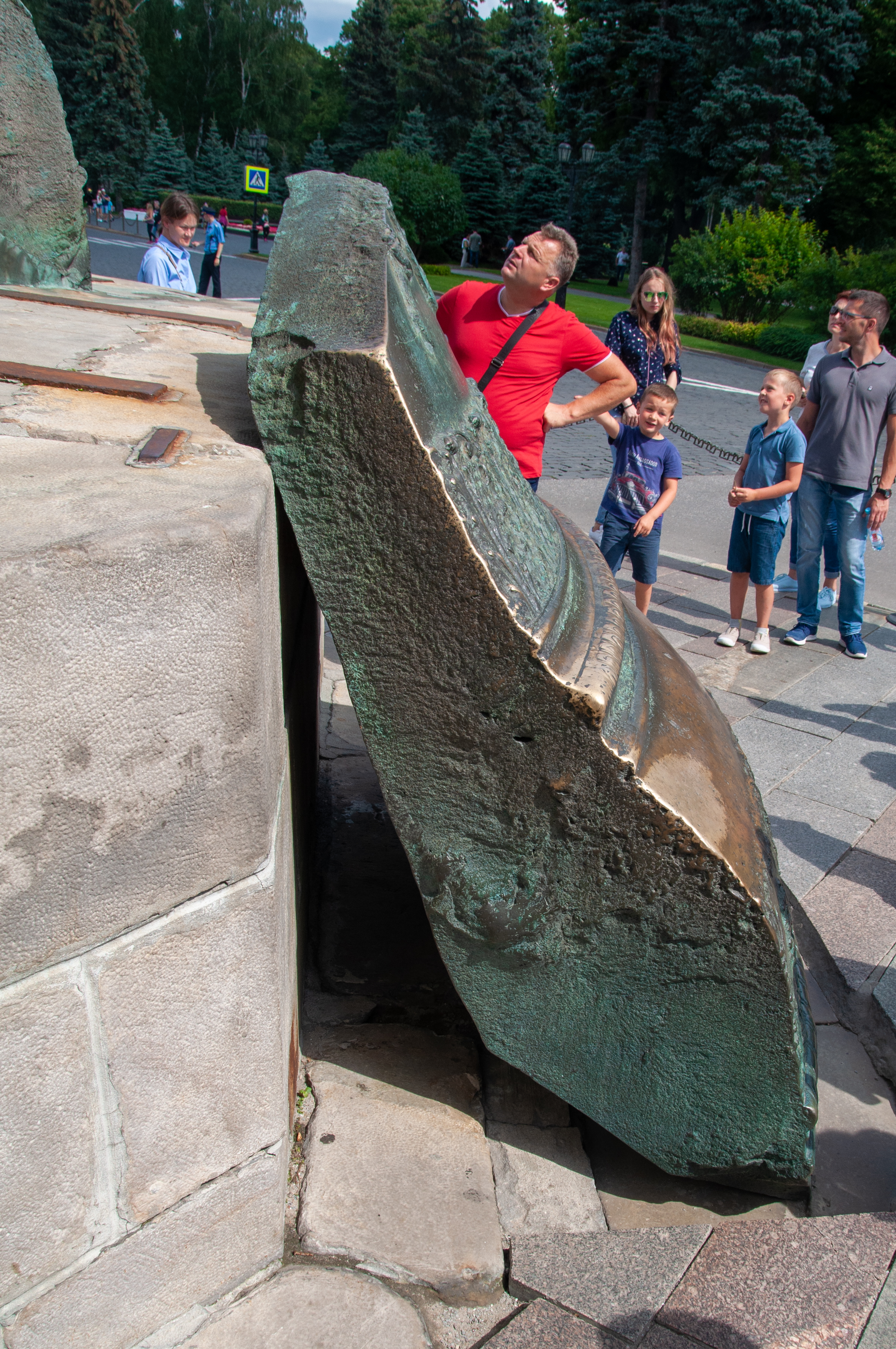
A 11,5 tonnás kitört darab
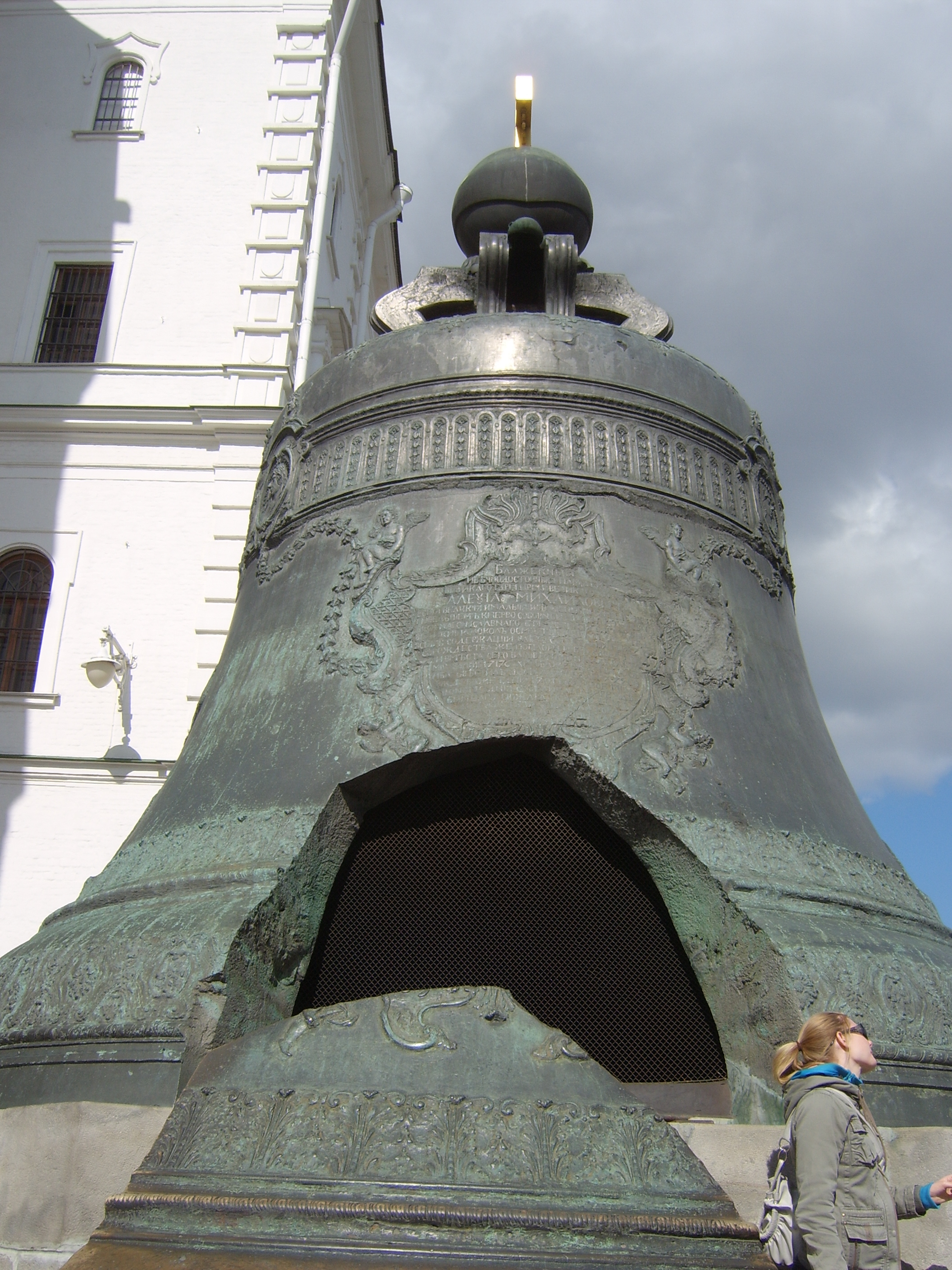
A rácsokkal lezárt rés
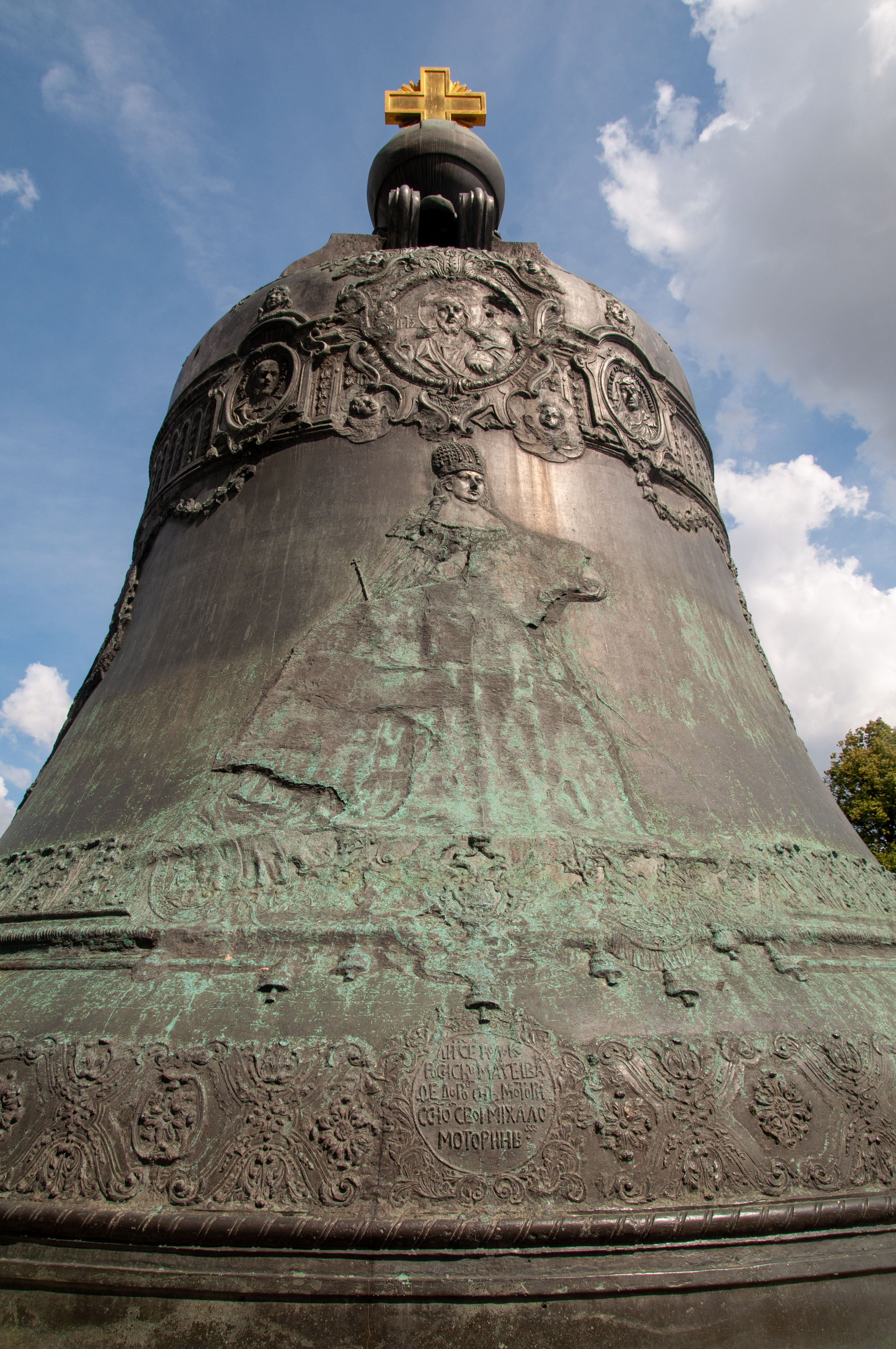
Anna cárnő ábrázolása
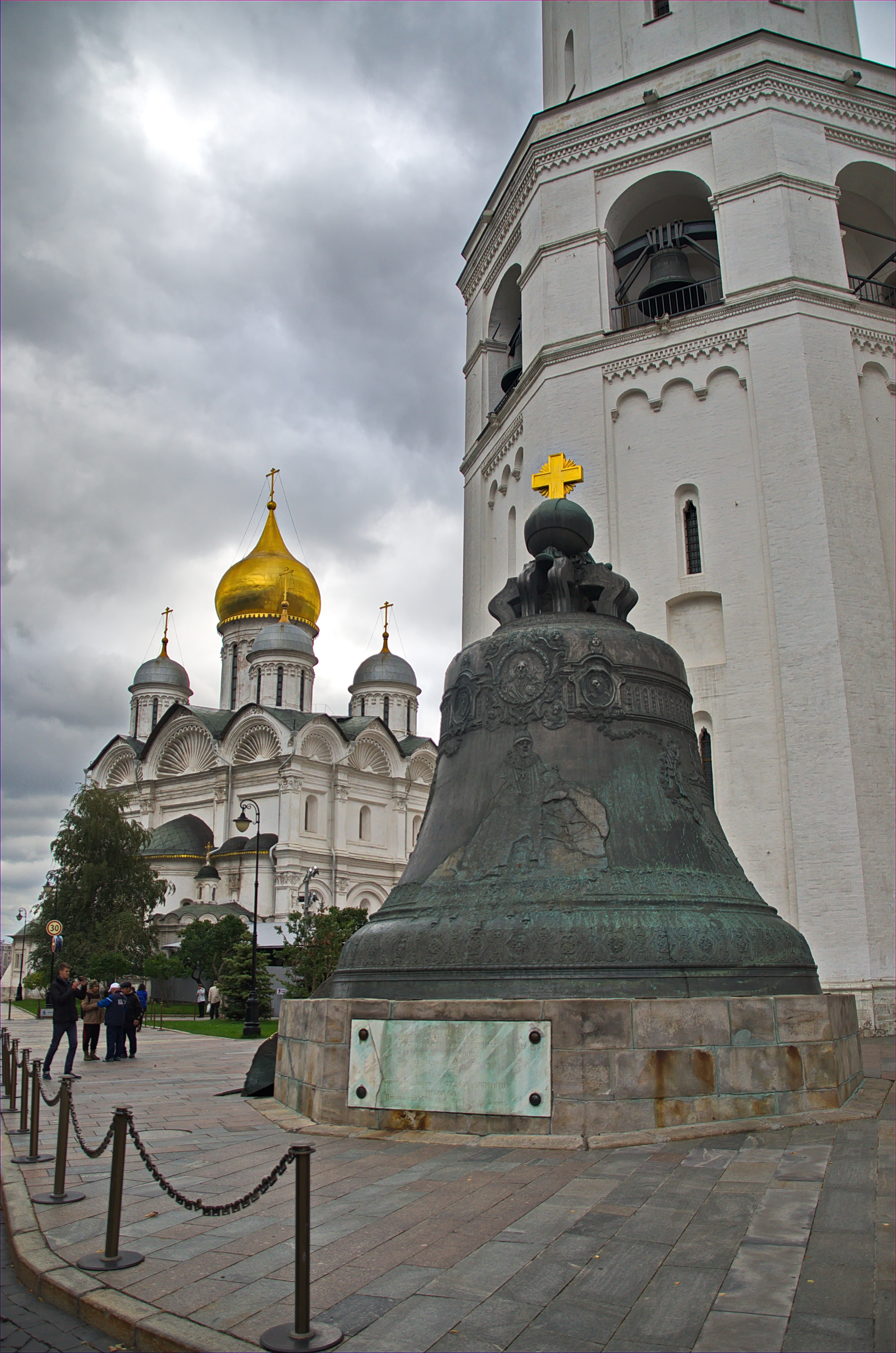
Háttérben a Nagy Iván-harangtorony és az Arhangelszkij-székesegyház
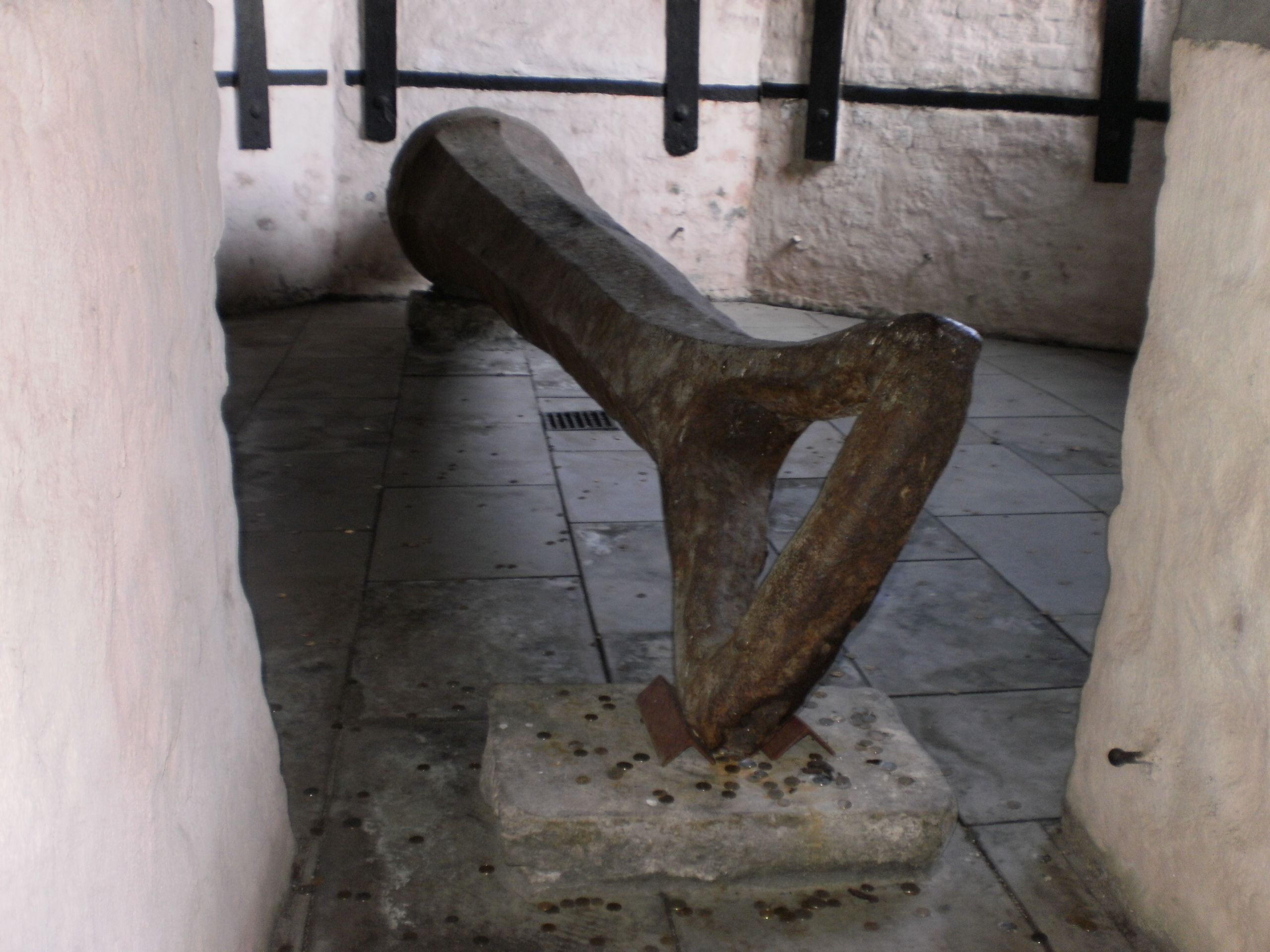
A sosem használt harangnyelv a talapzat belsejében
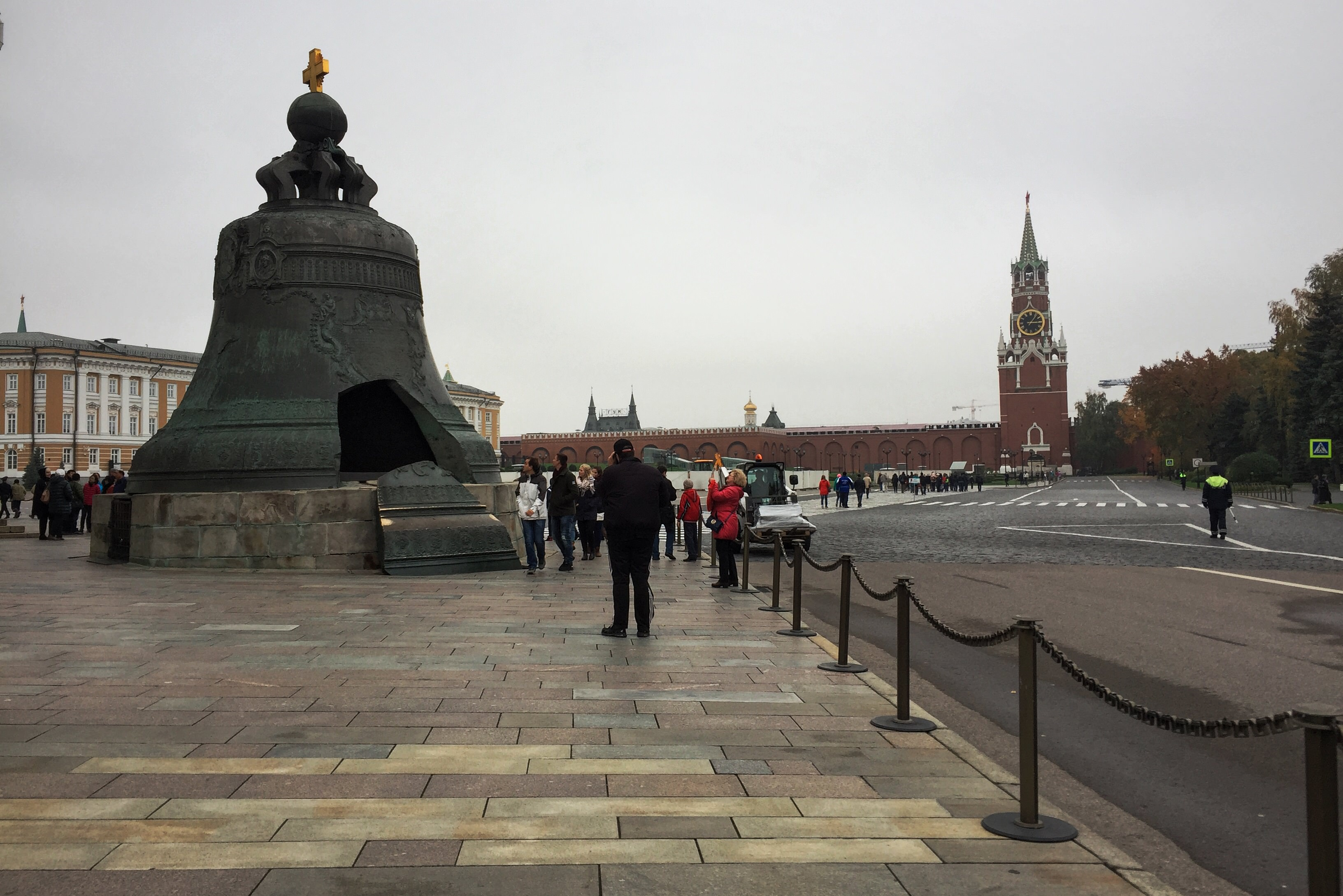
A turisták jól szemléltetik a lenyűgöző méreteket
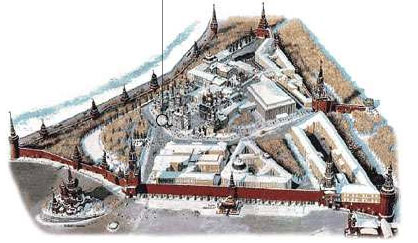
Pozíciója a Kreml térképén

## Fordítás
- Ez a szócikk részben vagy egészben  a   Tsar Bell című angol Wikipédia-szócikk ezen változatának fordításán alapul.  Az eredeti cikk szerkesztőit annak laptörténete sorolja fel. Ez a jelzés csupán a megfogalmazás eredetét és a szerzői jogokat jelzi, nem szolgál a cikkben szereplő információk forrásmegjelöléseként.
- Ez a szócikk részben vagy egészben  a   Zarenglocke című német Wikipédia-szócikk ezen változatának fordításán alapul.  Az eredeti cikk szerkesztőit annak laptörténete sorolja fel. Ez a jelzés csupán a megfogalmazás eredetét és a szerzői jogokat jelzi, nem szolgál a cikkben szereplő információk forrásmegjelöléseként.